# TEM2
La serie TEM2 (en ruso: ТЭМ2) fue una familia de locomotoras de maniobras diésel-eléctricas de vía ancha. Concebida originalmente como un desarrollo de la locomotora TEM1 para Ferrocarriles Soviéticos, representó, de manera análoga a la checoslovaca ChME3 (ЧМЭ3), la principal locomotora de maniobras de la red ferroviaria del antiguo Bloque del Este.

## Historia

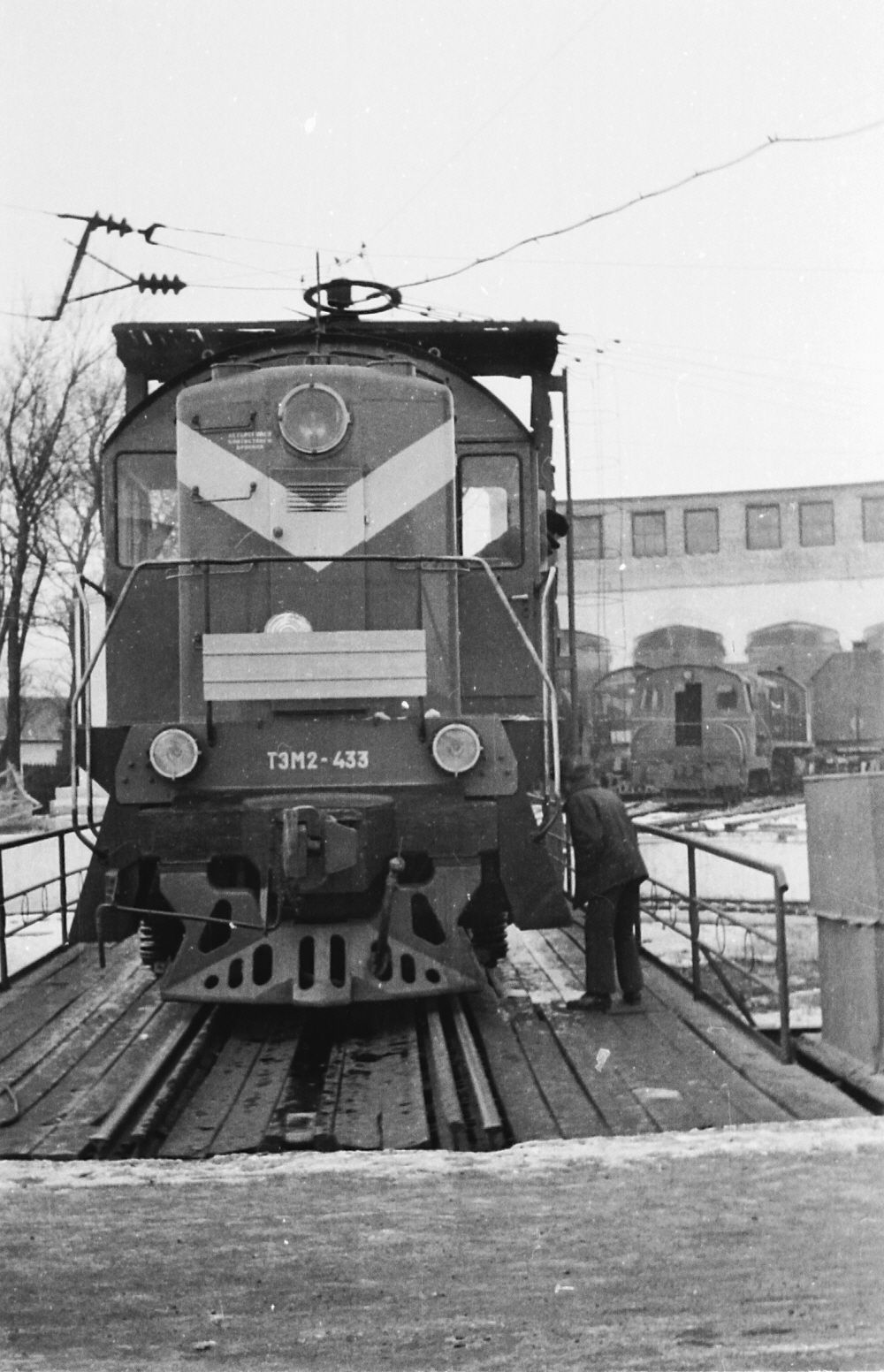
La 433 en una rotonda en Ussuriisk, en 1977.

En 1959, se preparó en la Fábrica de Maquinaria de Bryansk un proyecto de rediseño de la locomotora TEM1 que consistía, en esencia, en sustituir del motor de la misma por el modelo PD-1, diseñado en la planta de Pensa, permitiendo incrementar la potencia a unos 1200 hp.
En 1960, la fábrica construyó las primeras dos unidades y al año siguiente entregó la tercera, las cuales fueron evaluadas en la red ferroviaria moscovita. Para el año 2000, cuando cesó la producción, se habían fabricado un total de 8983 locomotoras. La TEM2 se utilizó en todas las redes ferroviarias de la antigua URSS. El suministro de combustible, aceite, agua y arena permitía un tiempo de hasta diez días de maniobras continuas sin necesidad de retroadaptación. La locomotora funcionaba fácilmente en curvas de hasta 80 m de radio y estaba equipada con control múltiple. Durante las cuatro décadas que abarcó su producción, sufrieron los siguientes cambios:
- A partir de la número 0004 se modificaron los equipos eléctricos (motores de tracción e interruptores de desplazamiento de ocho velocidades).
- A partir de la número 0016 se cambiaron los motores de tracción y los bogies.
- A partir de la número 0017 se le añadieron fusibles especiales, neumáticos modificados y otras luces.
- A partir de la número 0028 se cambió la relación de transmisión,
- A partir de la número 0053 existía la posibilidad de suministrar una fuente de alimentación estacionaria.
- A partir de la número 1968 se sustituyó el motor PD-1 por el PD-1M.
- A partir de la número 0250 la cámara de alto voltaje se soldaba al bastidor principal, anteriormente era una conexión en forma de perno.
- A partir de la número 0300 se utilizó un sistema para el arranque automático del motor diésel.
- A partir de la número 0500 se incluyó un sistema de señalización automática.
- A partir de la número 0763 se añadió el control múltiple.
- A partir de la número 0943 se redujo el sistema de enfriamiento.
- A partir de la número 1145 la locomotora fue modificada para funcionar con un solo conductor.

Además de Bryansk, la locomotora también fue fabricada en los talleres de Voroshilovgrad, en la RSS de Ucrania (actual Luhansk) entre 1969 y 1979. La locomotora diésel ТЭМ2-0580 fue entregada en 1970 con una marca de calidad estatal. Asimismo, también fueron exportadas a Cuba, Mongolia, Polonia. En este último país se fabricaron 130 unidades desde 1976, bajo la designación SM48. También algunas empresas industriales en Polonia recibieron esta locomotora, pero con su designación original.